# Agadja

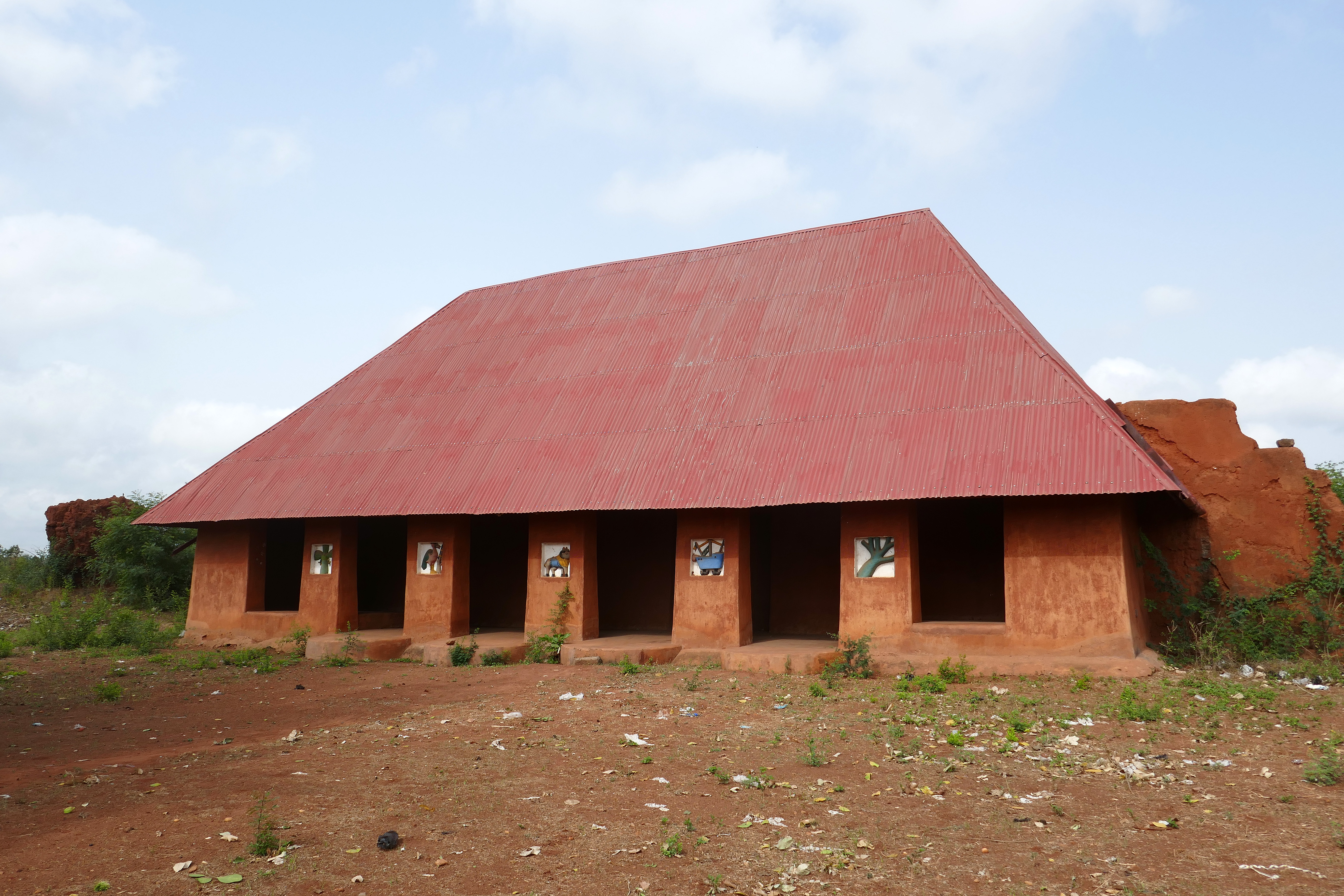
Palacio del Rey Agadja en Abomey

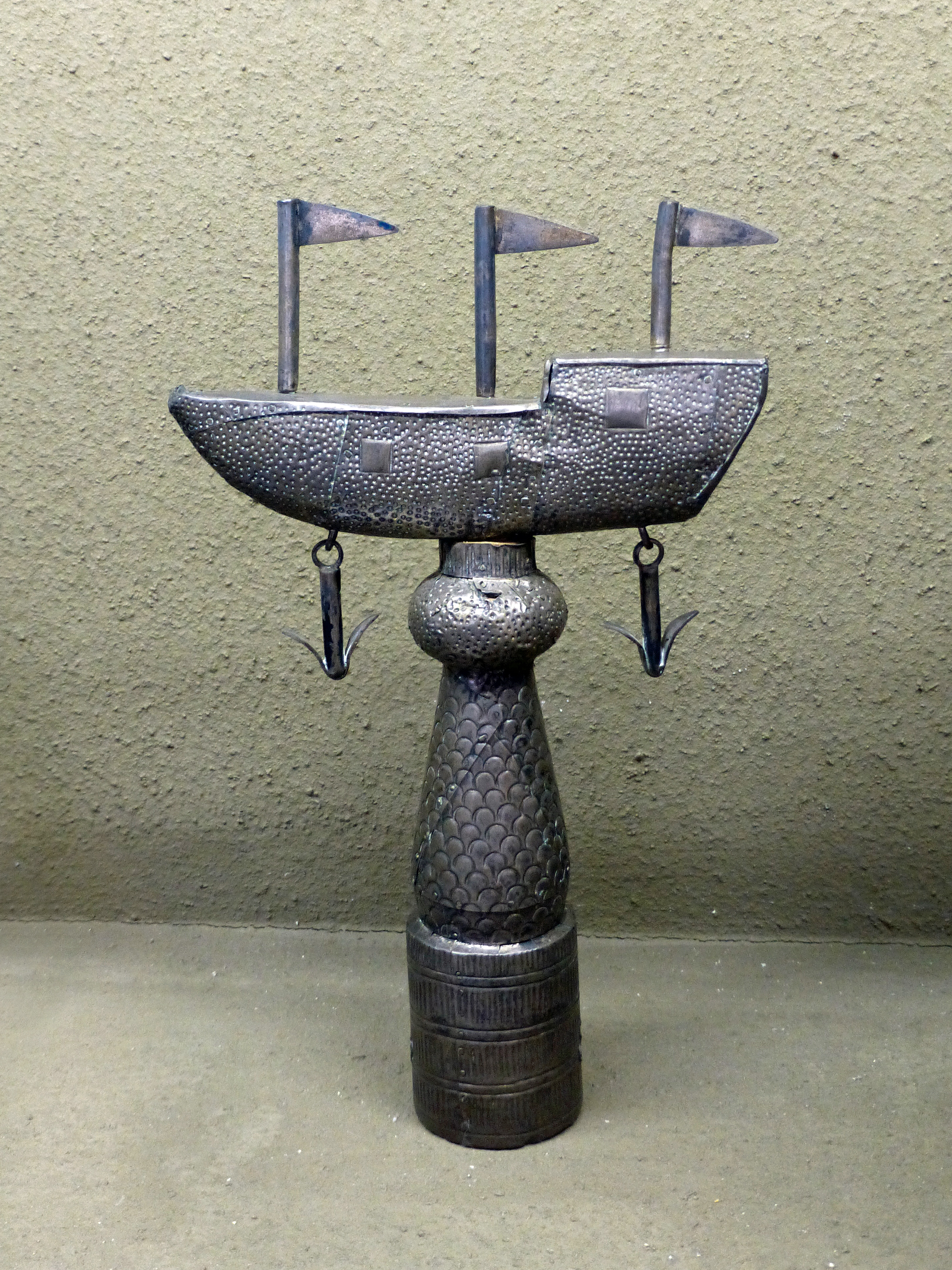
La carabela, emblema del rey Agadja

Dossou Agadja (o Agaja), apodado El conquistador, es tradicionalmente el quinto rey de Abomey.

## Reinado
Reinó desde 1711 hasta 1740 en lugar de Agbo Sassa, príncipe heredero y único hijo de Akaba, que tenía solo diez años cuando su padre murió en 1708. Según las versiones, sucedió a su hermano Houessou Akaba o reemplazó a la reina Hangbè, la gemela de Akaba. Agadja obligó a Agbo Sassa a exiliarse cuando este último, que tenía la edad suficiente para gobernar, reclamó el trono.
Gracias a las victoriosas campañas militares que realizó hacia el sur, conquistó el reino de Allada en 1724 y el de Savi con su capital económica Ouidah en 1727. Agadja logró así extender su reino hacia el sur hasta el océano. Así, teniendo acceso al mar, desarrolló el comercio con los europeos sin intermediarios de la costa y tomó una carabela como su símbolo. Durante estas conquistas de los reinos del sur, la utilización de mujeres guerreras llamadas amazonas por los europeos -en comparación con las de la mitología griega- fue decisiva.
A pesar del poder de su ejército, Agadja no pudo proteger su reino de la invasión yoruba del poderoso reino rival de Oyo en 1726. Tras esta derrota, firmó la paz con Oyo en 1727 mediante un acuerdo que obligaba al reino de Abomey a pagar un fuerte tributo anual: armas, perlas, textiles, animales, unos ochenta jóvenes de ambos sexos destinados al sacrificio humano y a la esclavitud. Agadja ignoró el tributo los primeros años, lo que costó a su reino nuevas invasiones en 1728, 1729 y 1730-1732. Esta última derrota fue particularmente humillante para el reino de Abomey que vio a su príncipe heredero Tegbessou tomado como rehén, formando parte durante un tiempo del tributo humano finalmente pagado en Oyo. Esta sumisión no salvó al reino de una nueva invasión yoruba en 1739. El reino de Oyo dejó un representante en Abomey, que se convirtió así en un reino vasallo. Las tropas de Oyo dejaban incendiada la capital de Abomey en cada una de estas incursiones, Agadja se resignó a trasladar la capital de su reino a Allada en 1730 y hasta su muerte en 1740.